# Turn-Europameisterschaften 1961 (Frauen)
Die dritten Turn-Europameisterschaften der Frauen fanden 1961 in Leipzig statt. Insgesamt nahmen 17 Nationen an den Wettkämpfen teil. Mit Ute Starke errang erstmals eine deutsche Turnerin einen Europameistertitel.

## Teilnehmer
| - Bulgarien - Deutsche Demokratische Republik - BR Deutschland - Finnland - Frankreich - Jugoslawien | - Luxemburg - Niederlande - Norwegen - Österreich - Polen - Rumänien | - Schweden - Sowjetunion - Ungarn - Vereinigtes Königreich - Tschechoslowakei |

## Ergebnisse

### Mehrkampf
|      |                  |        |
| Rang | Athletin         | Punkte |
| 1    | Larissa Latynina | 38.500 |
| 2    | Polina Astachowa | 38.200 |
| 3    | Věra Čáslavská   | 38.150 |
| 3    | Ingrid Föst      | 38.150 |
| 5    | Ute Starke       | 38.050 |

### Gerätefinals
| Rang | Athletin    | Punkte |
| ---- | ----------- | ------ |
| 1    | Ute Starke  | 19.350 |
| 2    | Ingrid Föst | 19.083 |
| 3    | Natalia Kot | 19.050 |

| Rang | Athletin         | Punkte |
| ---- | ---------------- | ------ |
| 1    | Polina Astachowa | 19.400 |
| 2    | Larissa Latynina | 19.250 |
| 3    | Ingrid Föst      | 19.100 |

| Rang | Athletin         | Punkte |
| ---- | ---------------- | ------ |
| 1    | Polina Astachowa | 19.433 |
| 2    | Larissa Latynina | 19.317 |
| 3    | Ingrid Föst      | 19.183 |
| 4    | Ute Starke       | 19.033 |

| Rang | Athletin         | Punkte |
| ---- | ---------------- | ------ |
| 1    | Larissa Latynina | 19.400 |
| 2    | Polina Astachowa | 19.267 |
| 3    | Věra Čáslavská   | 19.217 |
| 4    | Ute Starke       | 19.200 |
| 5    | Ingrid Föst      | 19.050 |

## Medaillenspiegel
|      |                                 |   |   |   |       |
| Rang | Land                            |   |   |   | total |
| 1    | Sowjetunion                     | 4 | 4 | - | 8     |
| 2    | Deutsche Demokratische Republik | 1 | 1 | 3 | 5     |
| 3    | Tschechoslowakei                | - | - | 2 | 2     |
| 4    | Polen                           | - | - | 1 | 1     |